# Obere Bahnhofstrasse (Wil)
Die Obere Bahnhofstrasse ist eine Strasse in der Ostschweizer Stadt Wil. Ein Grossteil ist heute eine Fussgängerzone und bildet das Zentrum der Stadt.

## Verlauf
Die Obere Bahnhofstrasse beginnt am Bahnhof Wil. Vor dem Geschäftshaus Derby verzweigt sich die Strasse in die Untere Bahnhofstrasse, die sich weiter nach Osten erstreckt, und die Obere Bahnhofstrasse, die nach Norden am Bahnhofplatz entlang verläuft. Dieser Teil – der nach gut 50 Metern westlich in die Weststrasse verzweigt und dann parallel mit der Allee verläuft – ist mit Autos befahrbar und nur zur einen Seite mit Gebäuden bebaut, darunter befindet sich nur ein einziges reines Wohnhaus.
Nach gut 200 Metern trifft die Strasse auf den Schwanenkreisel und verläuft dann weiter in nordöstliche Richtung. Dieser Teil ist etwa 338 Meter lang und 20 Meter breit, ist die heutige Fussgängerzone und läuft in gerader Linie auf den Beginn der Altstadt zu.
An der Einmündung zur Poststrasse befindet sich eine Hartsandsteinskulptur des Rickenbachers Kurt Scheiwiller.

## Geschichte
Ihre Wurzeln hat die Obere Bahnhofstrasse in einer alten Durchgangsstrasse, die von Gossau, Oberbüren über Wil bis nach Winterthur führte. Von 1776 bis 1778 wurde die Strasse aufgrund der gestiegenen Erwartung erneuert. Für die neue Strassenführung wurde ein Teil der alten Stadtmauer abgetragen und ein neues Tor zur Altstadt geschaffen, das nach dem dritten Stadtpatron Pankratius benannt wurde. Die Strasse selbst wurde bis zum Bau des Bahnhofs noch Winterthurerstrasse genannt.
Ab 1880 wurde die Strasse Bahnhofstrasse genannt. Die Bewohner der Verbindungsstrasse zwischen Bahnhof und Toggenburgerstrasse setzten sich dafür ein, dass ihre Strasse entsprechend Untere Bahnhofstrasse genannt wurde. Die bisherige Bahnhofstrasse wurde dementsprechend zur Oberen Bahnhofstrasse.

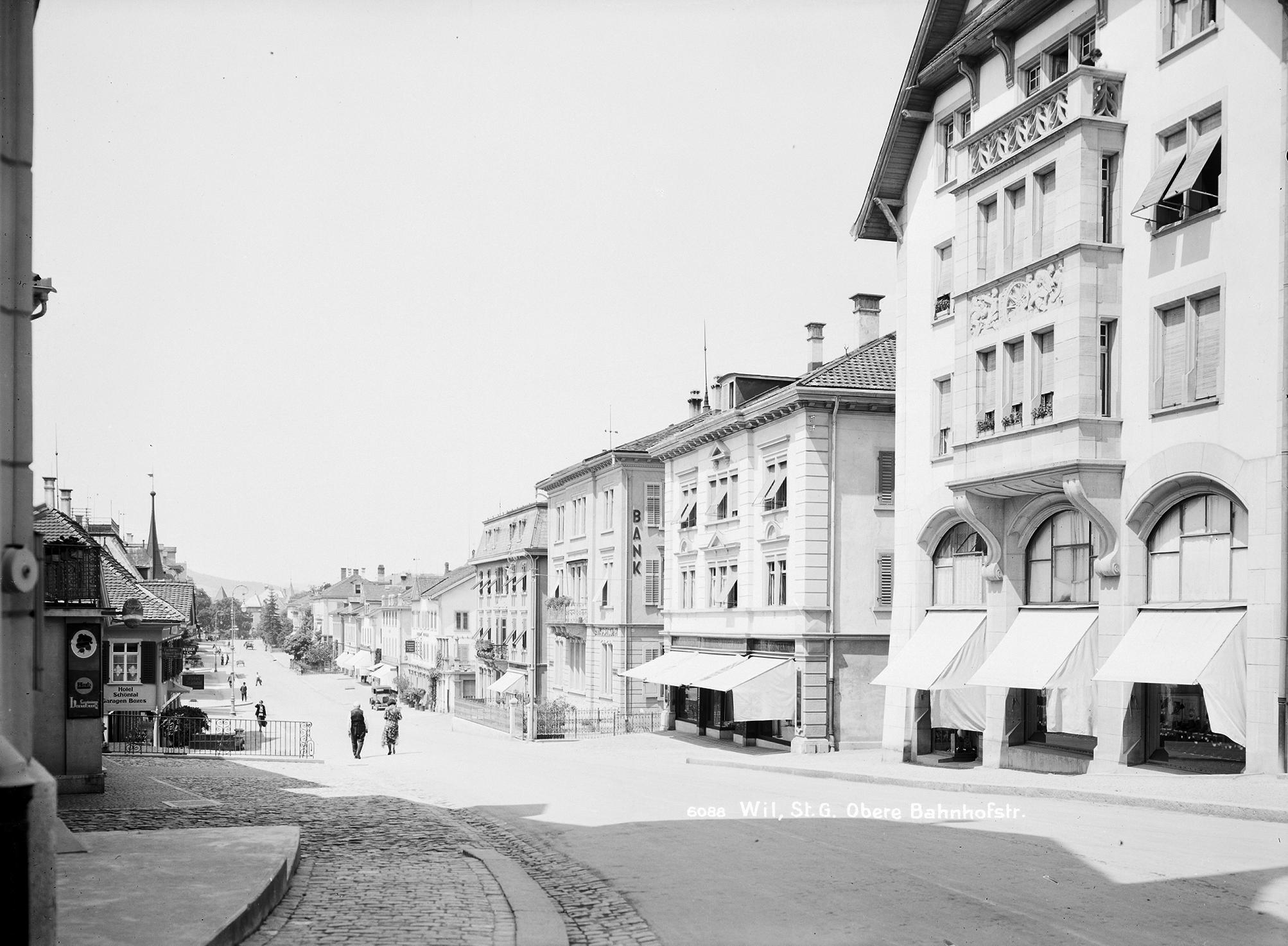
Blick im Jahr 1937 vom oberen Ende der Oberen Bahnhofstrasse auf den Teil der heutigen Fussgängerzone

Bis zum «epochalen Umsturz» der alten Ordnung 1798 wagten sich die Wiler bei Bautätigkeiten grundsätzlich nicht über die Stadtmauern hinaus. Das erste Gebäude an der Oberen Bahnhofstrasse war der 1836 gebaute alte Gasthof «Schönthal», erbaut von Johann Baptist Müller, der 1833 mit seiner gesamten Familie von Mosnang nach Wil übergesiedelt war. Seine Familie sollte für die Bautätigkeit ausserhalb der Altstadt eine besondere Rolle spielen.
Das enorme Wachstum der Stadt zeigt sich insbesondere an der Entwicklung entlang dieser Strasse: Um 1855 fanden sich an der Strasse selbst nur zwei Häuser sowie zwei Häuser im Umfeld der Strasse. 1875 waren es bereits 25 Häuser, 1888 23 Gebäude, 1900 bereits 36 Häuser. Um die Jahrhundertwende war die Strasse grundsätzlich fertig bebaut und präsentierte sich als einheitliches Ensemble. Einige Jahrzehnte später sollte das nicht mehr der Fall sein.

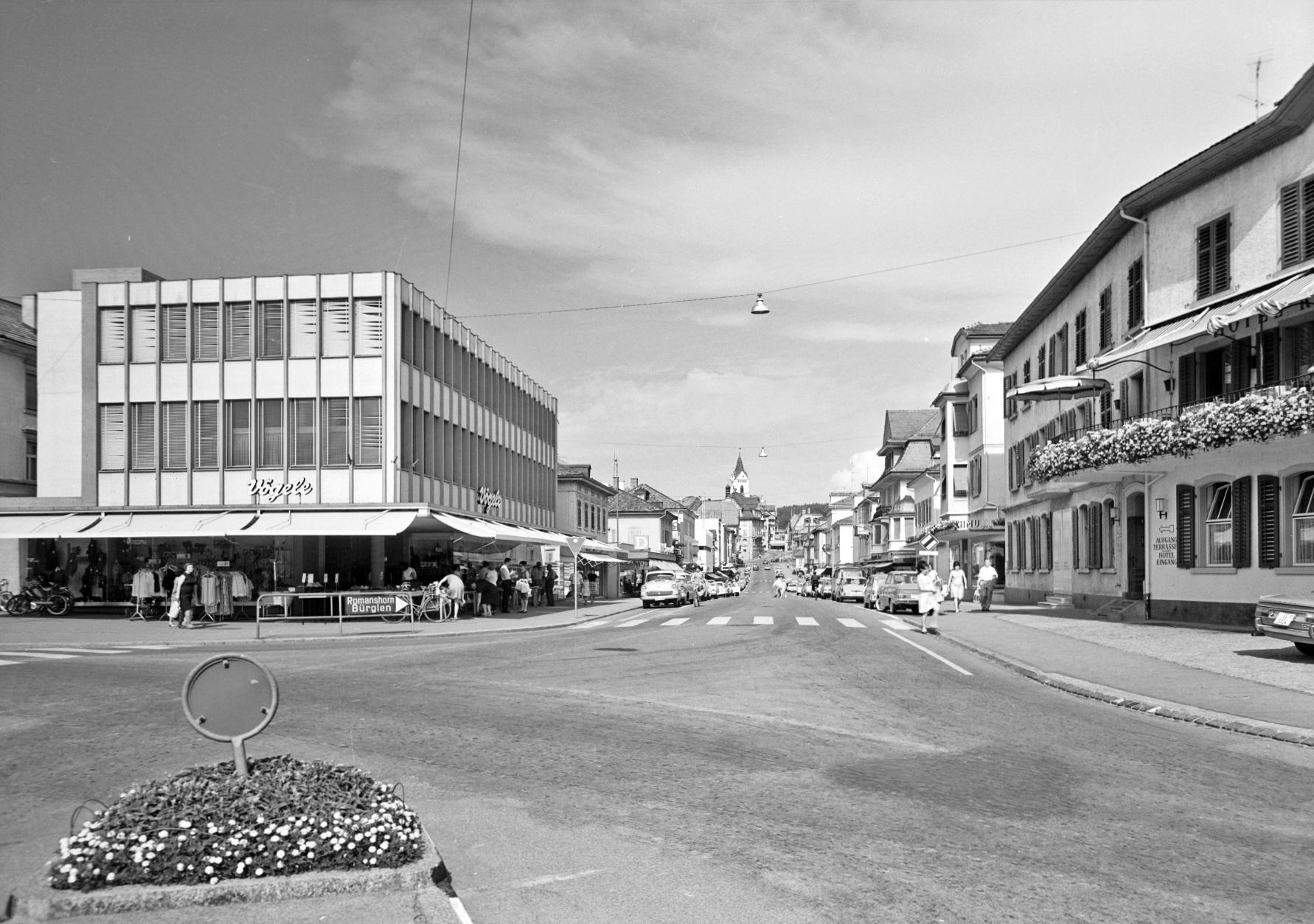
Aufnahme aus dem Jahr 1967, vom heutigen Schwanenkreisel (damals noch eine Kreuzung) aus gesehen, hinauf zur Altstadt, zur heutigen Fussgängerzone. Zu sehen ist links das Geschäftshaus Charles Vögele.

1940 wurde die Strasse geteert, 1954 kam eine elektrische Strassenbeleuchtung dazu. 1954 beauftragte der damalige Wiler Gemeinderat (heute: Stadtrat) den Architekten und Stadtplaner Hans Aregger mit einem Bau- und Zonenplan für die Obere Bahnhofstrasse. Viele alte Gebäude wurden abgerissen und durch Neubauten ersetzt. Den Auftakt lieferte das Geschäftshaus Charles Vögele, das 1961/62 errichtet wurde. Es folgten schliesslich weitere Einkaufsmöglichkeiten, so hatten die Kaufhäuser Jelmoli (ab 1997: ABM) und EPA hier eine Filiale.
Als Folge dieser vom Wiler Gemeinderat gewünschten Umgestaltung der Oberen Bahnhofstrasse wurde diese zum Geschäftszentrum nicht nur der Stadt Wil, sondern auch aus dem Toggenburg und dem Thurgau. Das Zentrum war gut mit dem Auto erreichbar, was dem modernen Konsumverhalten entsprach. So erhielt Wil 1969 den Anschluss an die Autobahn A1.  Das alte Zentrum, die Altstadt, verlor in der Folge an Bedeutung, es blieben vor allem kleinere Läden sowie Gewerbebetriebe.

Die Obere Bahnhofstrasse Mitte der 1970er-Jahre: Autos dominieren die spätere Fussgängerzone

Bereits bei der Verkehrsplanung im Jahr 1980 wurde die Idee aufgebracht, eine verkehrsberuhigte Zone im Zentrum zu erstellen, um die Attraktivität im Stadtinnern zu erhöhen. 1992 reichte die lokale CVP eine Volksinitiative für eine Fussgängerzone auf der Oberen Bahnhofstrasse ein. Das Parlament nahm dieses Anliegen auf und beschloss, einen Ideenwettbewerb auszuschreiben. Diesen Wettbewerb gewann schliesslich der Zürcher Architekt Willi Walter mit dem Projekt Prägung. Das Parlament beschloss eine Projektierung und legte dem Stimmvolk nachher die Vorlage zur Abstimmung vor. Am 7. Juni 1998 wurde von der Wiler Stimmbevölkerung ein Nettobaukredit von 4,63 Millionen Franken für die Erstellung einer Fussgängerzone beschlossen. Die Abstimmung war umstritten, die Grünen prowil beklagten, dass der polnische Granit (zwischenzeitlich wurde sogar über chinesischen Granit gesprochen, schliesslich aber verworfen) zu teuer sei und Arbeitsplätze in der Schweiz gefährde. Das Ergebnis war mit 2940 zu 2755 vergleichsweise knapp. Der Bau der Fussgängerzone wurde am 3. April 2000 aufgenommen und konnte termingerecht am 24. November 2000 feierlich eröffnet werden.
2004 wurde kurz über einen unterirdischen Schwanenkreisel diskutiert, um die Fussgängerzone zu verlängern. Aus dem Kreis der FDP Wil wurde sogar eine Petition gestartet. Die Idee wurde schliesslich nicht weiterverfolgt. Vorbild war der unterirdische Kreisel in Frauenfeld, der 1999 eröffnet wurde.

## Anlässe
In der Fussgängerzone finden regelmässige Anlässe statt: das zweijährliche Stadtfest, die jährliche Gartenausstellung Artgarden, der «Wiler Autotag» sowie Märkte. 2024 wurde erstmals ein Street Art Festival durchgeführt. Neben dem Viehmarktplatz wurden auf der Oberen Bahnhofstrasse von Künstlern Bilder auf dem Boden angebracht.
Am Schwanenkreisel werden traditionell Siege an Fussballwelt- und Fussballeuropameisterschaften gefeiert, sowohl der Schweizer «Nati» als auch anderer Nationalteams, wie beispielsweise der italienischen. Schmerzlich erfahren musste dies das lokale Kunstkollektiv ohm41, als dort 2018 über 3000 Lauchsetzlinge einer Kunstaktion auf dem Kreisel von mehr als 1000 Fans nach dem Spiel Schweiz gegen Serbien zertrampelt wurden.